# Aurore Gagnon
Marie-Aurore-Lucienne Gagnon, conocida como Aurore Gagnon (31 de mayo de 1909 – 12 de febrero de 1920), fue una niña canadiense víctima de maltrato infantil. Murió de agotamiento y  septicemia debido a la infección de las 52 heridas causadas por su madrastra, Marie-Anne Houde, y su padre, Télesphore Gagnon. La historia de la conocida como l'enfant martyre (en francés, la niña mártir) recibió gran atención en los medios de comunicación y Gagnon se convirtió en un icono sociológico y cultural en Quebec.

## Vida
Gagnon nació y se crio en una familia católica, la segunda de los cinco hijos del labrador Télesphore Gagnon y su primera mujer Marie-Anne Caron, que se casaron en septiembre de 1906. Vivieron en Fortierville, Quebec, un pequeño pueblo en la orilla sur del río San Lorenzo, cien kilómetros al suroeste de la ciudad de Quebec. La primera hija de los Gagnon, Marie-Jeanne nació en agosto de 1907. El nacimiento de Aurore fue pronto seguido por el de Lucina, después Georges en 1910 y Joseph en 1915.
En 1916, tras el nacimiento de Joseph, Marie-Anne Caron fue hospitalizada debido a tuberculosis. Marie-Anne Houde, la viuda de un primo de Télesphore, pronto se mudó a la casa de los Gagnon, diciendo querer "cuidar de la casa y los niños". Era una treintañera madre de dos hijos, Gerard y Henri-Georges, nacida en Sainte-Sophie-de-Lévrard, un municipio vecino de Fortierville.
El 6 de noviembre de 1917, Joseph de dos años fue encontrado muerto en su cama. La investigación forense concluyó que había sido una muerte natural.
El 23 de enero de 1918, Marie-Anne Caron murió de tuberculosis en el asilo Beauport. Télesphore no conseguía cuidar la finca y a sus niños por sí mismo, así que la semana siguiente, se casó con Marie-Anne Houde durante una ceremonia privada.
Los hijos de Télesphore se quedaron algunos meses en casa de sus abuelos maternos en Leclercville, otro municipio vecino. Los niños regresaron a Fortierville en el verano de 1919; fue entonces cuando comenzó el maltrato de Aurore. Marie-Anne Houde, además de maltratar físicamente a su hijastra, intentó (según varios testigos oculares) envenenar a Aurore con detergente líquido.
En septiembre de 1919, Aurore fue hospitalizada durante más de un mes en el Hôtel-Dieu de Québec a causa de una grave infección en su pierna. La infección se debió a que su madrastra le había quemado la pierna con un atizador candente. Tras la salida de Aurore del hospital, el maltrato se reanudó.

## Muerte
Aurore murió el 12 de febrero de 1920. La autopsia fue realizada por el Dr. Albert Marois en la sacristía de la iglesia municipal. El Dr. Marois observó aproximadamente 54 heridas por todo el cuerpo de la niña. Estas heridas fueron debidas a varios golpes infligidos con el tiempo. La herida más grave se encontró al lado del cráneo. El cuero cabelludo estaba cubierto de sangre y pus secos. El muslo izquierdo estaba hinchado. La piel de las manos y de las muñecas había sido arrancada hasta el hueso.
El funeral de Aurore se celebró el 14 de febrero de 1920; el padre Ferdinand Massé ofició la misa. Después del funeral, Télesphore Gagnon y Marie-Anne Houde fueron inmediatamente detenidos.
Marie-Anne Houde fue condenada inicialmente a la horca por asesinato, pero más tarde, su condena fue conmutada por cadena perpetua. Después de 15 años en prisión, fue puesta, por motivos de salud, en libertad condicional. Murió en mayo de 1936 de cáncer de mama y cerebral.
Télesphore Gagnon fue declarado culpable de homicidio involuntario y condenado a cadena perpetua, pero en 1925 tras solo cinco años en prisión fue liberado por buen comportamiento. Tras su liberación, regresó a su pueblo natal y se puso a escribirle muchas cartas a su esposa aún encarcelada. Tras la muerte de Marie-Anne Houde, Télesphore se volvió a casar. Murió en 1961.
Marie-Jeanne, la hermana mayor de Aurore, murió en Shawinigan en 1986.

## Cultura
Aurore Gagnon se ha mantenido como un icono cultural popular en Quebec, con un estatus casi mítico. Numerosos libros han sido publicados detallando su vida. En 1920, la primera producción dramática fue escrita por Louis Petitjean. Finalmente, se convertiría en su obra más famosa. Télesphore Gagnon intentó sin éxito bloquear el estreno de la versión en película de 1952.

### Películas
- La petite Aurore: l'enfant martyre (1952)
- Aurore (2005)